# VR-Bank Passau
Die VR-Bank Passau ist eine deutsche Genossenschaftsbank. Die Universalbank hat ihren Sitz im bayerischen Passau. 

## Geschichte
Seit der Gründung der Passauer Handwerker-Kreditgenossenschaft im Jahr 1900 ist die Bank in der Stadt Passau am Ludwigsplatz 1 ansässig. Nach mehreren Zusammenschlüssen mit benachbarten Banken entstand im Jahr 2002 aus der Volksbank-Raiffeisenbank Passau-Freyung und der Raiffeisenbank Fürstenzell die VR-Bank Passau. Letzte Fusionen erfolgten 2016 mit der Raiffeisenbank Hohenau-Mauth und 2021 mit der Raiffeisenbank Südl. Bayerischer Wald.

## Geschäftsgebiet und Geschäftsstellen
Die VR-Bank Passau betreibt derzeit 18 personenbesetzte Geschäftsstellen und 7 weitere Selbstbedienungsstandorte. Das Geschäftsgebiet der Bank erstreckt sich über das Stadtgebiet und den Landkreis Passau sowie den Raum Freyung und Hohenau (Niederbayern) und Mauth.

## Mitgliedschaft und Organe
Die VR-Bank Passau wird als Genossenschaftsbank von 30.989 Mitgliedern getragen, die eine Vertreterversammlung wählen. Diese bestimmen die Mitglieder des Aufsichtsrats, der den Vorstand benennt.

## Finanzverbund
Die Bank ist Teil der genossenschaftlichen Finanzgruppe Volksbanken Raiffeisenbanken und Mitglied beim Bundesverband der Deutschen Volksbanken und Raiffeisenbanken sowie dessen Sicherungseinrichtung. Der gesetzliche Prüfungsverband ist der Genossenschaftsverband Bayern.